# Paul-Henri Spaak
Paul-Henri Charles Spaak (25. ledna 1899 Schaerbeek – 31. července 1972 Braine-l'Alleud) byl belgický socialistický politik celoevropského významu, trojnásobný premiér Belgie, první předseda Evropského parlamentu, první předseda Valného shromáždění OSN a generální tajemník NATO.

## Rodinné pozadí
Spaakova rodina byla politicky činná – jeho strýc Paul-Émile Janson byl ve 30. letech belgickým premiérem, matka Marie Jansonová byla první belgickou senátorkou. Jejich otec, Spaakův dědeček, Paul Janson byl liberálním poslancem. Rodina zanechala stopu také v umění, Paul-Henriho bratr Charles Spaak byl významným filmovým scenáristou.

## Působení v Belgii
Spaak vystudoval práva na univerzitě v Bruselu a v roce 1920 se stal členem Belgické strany pracujících. Roku 1932 se poprvé stal poslancem belgického parlamentu, o tři roky později byl jmenován ministrem dopravy. Od té doby několikrát vykonával funkci ministra a třikrát byl předsedou vlády.

### Seznam vládních funkcí
- 1935: ministr dopravy, premiér Paul Van Zeeland
- únor 1936 – květen 1938: ministr zahraničních věcí, premiér Paul Van Zeeland
- květen 1938 – únor 1939: předseda vlády
- září 1939 – únor 1945: ministr zahraničních věcí, premiér Hubert Pierlot
- únor 1945 – leden 1946: ministr zahraničních věcí, premiér Achille Van Acker
- březen 1946: předseda vlády a ministr zahraničních věcí
- březen 1946 – srpen 1946: ministr zahraničních věcí, premiér Achille Van Acker
- srpen 1946 – březen 1947: ministr zahraničních věcí, premiér Camille Huysmans
- březen 1947 – srpen 1949: předseda vlády a ministr zahraničních věcí
- duben 1954 – červen 1958: ministr zahraničních věcí, premiér Achille Van Acker
- duben 1961 – červenec 1965: ministr zahraničních věcí, premiér Théo Lefèvre
- červenec 1965 – březen 1966: ministr zahraničních věcí, premiér Pierre Harmel

## Evropská politika
Během druhé světové války byl v exilu v Londýně. Stal se zastáncem kolektivní bezpečnosti a ekonomické spolupráce. Podporoval vytvoření celní unie mezi Belgií, Lucemburskem a Nizozemskem, takzvaný Benelux.
V srpnu 1946 předsedal konzultačnímu shromáždění Rady Evropy, v roce 1952 byl zvolen prvním předsedou Společného shromáždění ESUO (dnes Evropského parlamentu).
Na Messinské konferenci v roce 1955 byl jmenován předsedou přípravného výboru (tzv. Spaakův výbor), která měla za úkol vypracovat zprávu o společném trhu. Takzvaná Spaakova zpráva byla základním materiálem při vytváření Římských smluv, které založily Evropské hospodářské společenství a Evropské společenství pro atomovou energii. Pro svůj význam při zakládání Evropských společenství se řadí mezi tzv. otce zakladatele ES.

## Mezinárodní politika
V roce 1945 se stal historicky prvním předsedou Valného shromáždění OSN. V letech 1957–1961 byl generálním tajemníkem NATO.